# Kartiki Gonsalves

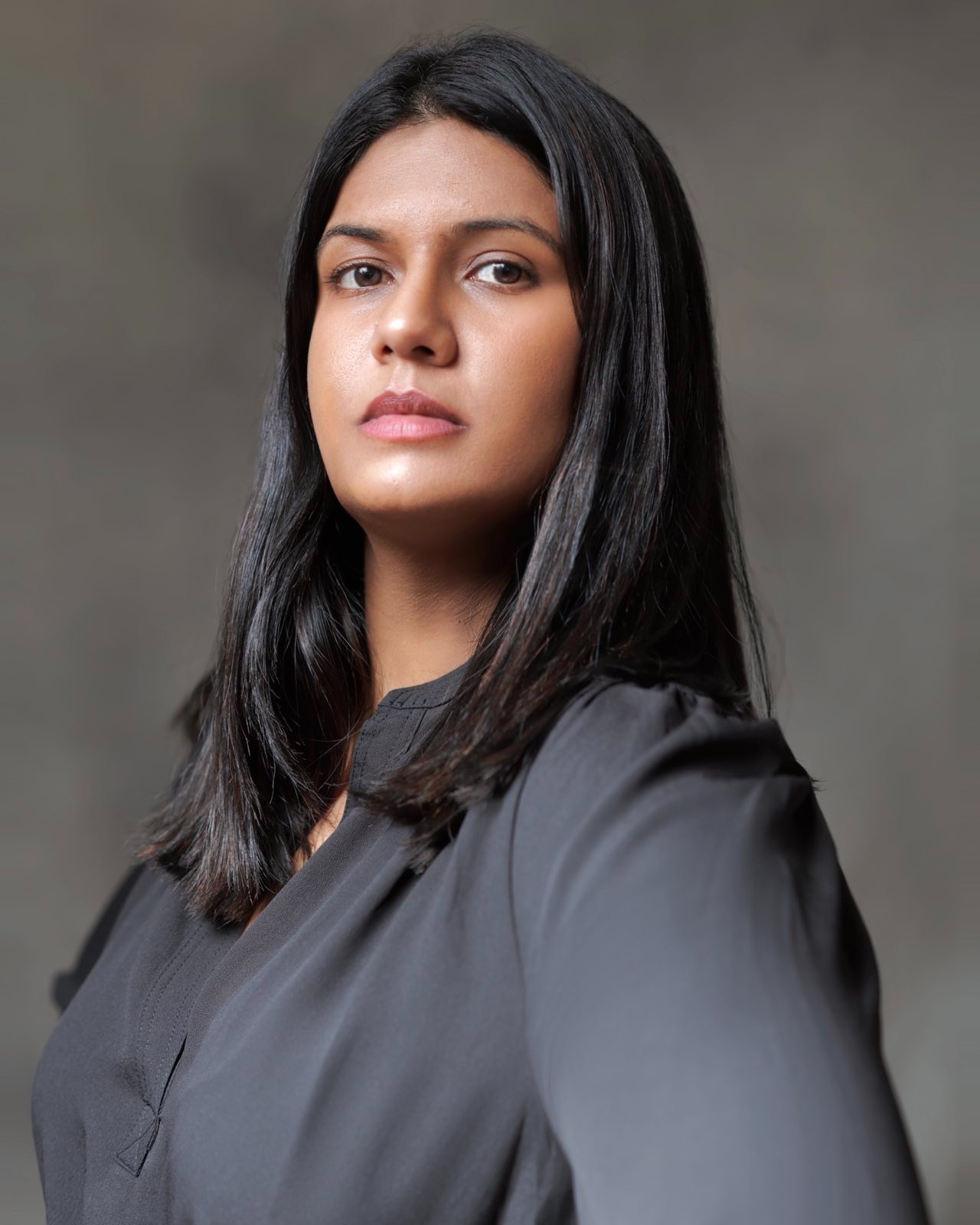
Kartiki Gonsalves, 2022

Kartiki Selena Gonsalves (* 2. November 1986 in Ooty in den Nilgiribergen, Südindien) ist eine indische Dokumentarfilmerin, Fotojournalistin und Filmregisseurin, die für und mit ihrem Film Die Elefantenflüsterer bei den 95. Academy Awards mit einem Oscar ausgezeichnet wurde.

## Biografisches
Kartiki Gonsalves ist eine der ersten Frauen, die in Indien als Sony-Bildbotschafterin für die Sony Alpha-Serie als Fotografin und Filmemacherin für Naturgeschichte und Sozialdokumentationen ausgewählt wurde. Sie beschäftigt sich schwerpunktmäßig mit den Themen Umwelt, Natur und Tierwelt und versucht mit ihrer Arbeit, das Bewusstsein für die Vielfalt der Natur und der Tierwelt zu schärfen. Zudem beschäftigt sie sich mit Kulturen und Gemeinschaften und deren Verbindungen. Gonsalves reist viel, immer auf der Suche nach Fotos, Geschichten und Videos zu den von ihr bevorzugten Themen. Ihr Hauptaugenmerk liegt jedoch darauf, Wildtiere sowie verschiedene Kulturen zu fotografieren und entsprechende Filme zu drehen.
Eines ihrer Projekte betrifft Wildkatzen, die in den bergigen Höhenlagen des Westghats leben. In einem abgelegenen Dorf in Zentralasien hielt sie in einer Auftragsarbeit das Leben, die Geschichten und die Kunst lokaler traditioneller Künstler der Adivasi- und Bhil-Gemeinden fest.
Ihr Dokumentar-Kurzfilm Die Elefantenflüsterer, der im Dezember 2022 von Netflix veröffentlicht wurde, folgt einem indigenen Paar, das sich in den verwaisten Elefanten Raghu verliebt hat, um den die beiden sich Tag und Nacht aufopferungsvoll kümmern, um sein Überleben zu sichern. Für diese Arbeit erhielt Gonsalves gemeinsam mit der Produzentin des Films Guneet Monga eine Oscarnominierung in der Kategorie „Bester Dokumentar-Kurzfilm“. Dem Duo wurde der Oscar bei den 95. Academy Awards zugesprochen.
Gonsalves’ Lebensmittelpunkt ist derzeit im Gebiet der Nilgiris-Berge sowie in Bombay in Indien. Aufgewachsen ist sie in Ooty.

## Filmografie (Auswahl)
- 2018: On the Brink – Asiatic Black Bear (8-teilige Fernsehserie)
- 2022: Die Elefantenflüsterer (The Elephant Whisperers)
- 2022: OAK Restoration – In the Kumaon Region
- 2022: My Mollem: Goas grünes Herz (My Mollem: Goa’s Green Heart)
- 2022: Metapher Island – Überlebensmuster aus dem Nilgiri-Hochland (Metaphor Island – Patterns for Survival from the Nilgiri Highlands)

## Auszeichnungen
- 2019: Nominierung für und mit der Asiatic Black Bear Episode – IMF – International Mountain Film Festival
- 2022: Nominierung für und mit Die Elefantenflüsterer für den Shorts Competition in der Kategorie „Beste Kurz-Dokumentation“ – DOC NYC
- 2022: Nominierung für und mit Die Elefantenflüsterer für den Honorable Mention in der Kategorie „Bester Dokumentar-Kurzfilm“ – Gold List
- 2023: Nominierung für und mit Die Elefantenflüsterer für den IDA Award in der Kategorie „Beste Kurz-Dokumentation“
– International Documentary Association
- 2023: Auszeichnung mit dem Oscar gemeinsam mit Guneet Monga für und mit Die Elefantenflüsterer in der Kategorie „Bester Dokumentar-Kurzfilm“